# Ťapešovo
Ťapešovo (ungarisch Tyapessó) ist eine Gemeinde im äußersten Norden der Slowakei mit 848 Einwohnern (Stand 31. Dezember 2024) und gehört zum Okres Námestovo innerhalb des Žilinský kraj.

## Geographie
Die Gemeinde befindet sich im Westteil des Talkessels Oravská kotlina unmittelbar südwestlich des Orava-Stausees, im Tal des Baches Nevolajka, der am unteren Ortsende in die Biela Orava mündet. Südöstlich geht das Tal in das Gebirge Oravská Magura über. Das Ortszentrum liegt auf einer Höhe von 680 m n.m. und ist sieben Kilometer von Námestovo entfernt.
Nachbargemeinden sind Oravská Jasenica im Norden, Vavrečka im Osten, Tvrdošín im Südosten, kurz Nižná im Süden und Lokca im Westen.

## Geschichte
Ťapešovo entstand, wie viele andere Orte in der Gegend auch, im Rahmen der walachischen Kolonisierung der Gegend im 16. Jahrhundert und wurde zum ersten Mal 1580 als Tyapesso schriftlich erwähnt. Die Ortschaft gehörte zum Herrschaftsgebiet der Arwaburg und wurde von Erbrichtern verwaltet. 1588 standen im Ťapešovo sechs Bauernhäuser, 1604 nur noch fünf. Kuruzenaufstände im 17. Jahrhundert, das sogenannte „gefrorene Jahr“ 1715 und eine Pestepidemie im Jahr 1739 mit 122 Opfern sorgten für schwere Rückschläge in der Entwicklung der Gemeinde. 1828 zählte man 56 Häuser und 381 Einwohner, die als Landwirte und Viehhalter beschäftigt waren.
Bis 1918 gehörte der im Komitat Arwa liegende Ort zum Königreich Ungarn und kam danach zur Tschechoslowakei beziehungsweise heute Slowakei.

## Bevölkerung
| Jahr                | 1994 | 2004     | 2014     | 2024     |
| ------------------- | ---- | -------- | -------- | -------- |
| Anzahl der Personen | 557  | 613      | 688      | 848      |
| Unterschied         |      | +10,05 % | +12,23 % | +23,25 % |

| Jahr                | 2023 | 2024    |
| ------------------- | ---- | ------- |
| Anzahl der Personen | 828  | 848     |
| Unterschied         |      | +2,41 % |

Nach der Volkszählung 2011 wohnten in Ťapešovo 657 Einwohner, davon 648 Slowaken, drei Tschechen, zwei Ukrainer sowie jeweils ein Magyare und Pole. Zwei Einwohner machten keine Angabe zur Ethnie.
643 Einwohner bekannten sich zur römisch-katholischen Kirche und zwei Einwohner zur orthodoxen Kirche. Fünf Einwohner waren konfessionslos und bei sieben Einwohnern wurde die Konfession nicht ermittelt.

## Bauwerke
- römisch-katholische Kirche aus dem Jahr 1966